# Tórsvøllur
Tórsvøllur (svenska: Tors plats) är en fotbollsstadion i Gundadalur i Torshamn på Färöarna. Stadion tar in 6 000 åskådare och byggdes år 2000 för att bidra med en konstgräsplan i landets huvudstad där internationella fotbollsmatcher skulle kunna spelas. Tidigare spelade Färöarna sina matcher i den mindre orten Toftir på Svangaskarð stadion. 
Planen mäter 100m x 65m, och är godkänd av Uefa. På Tórsvøllur arrangeras även konserter, och i juni 2010 gav Elton John en konsert på stadion. Stadion används dock inte av några klubblag. Tórshavnsklubbarna Havnar Bóltfelag samt B36 Tórshavn spelar på Gundadalur stadion som invigdes år 1911.

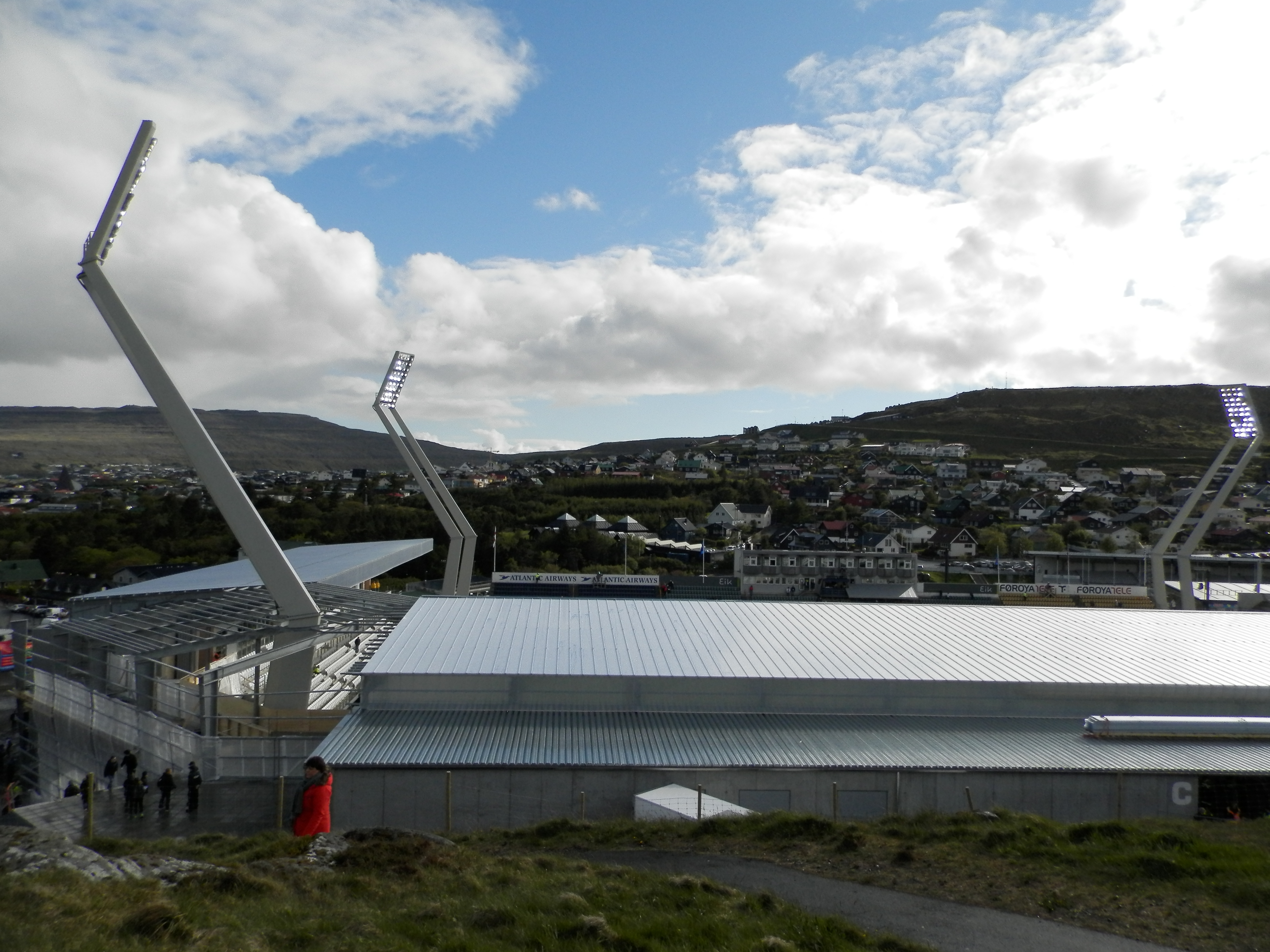
Tórsvøllur 2015
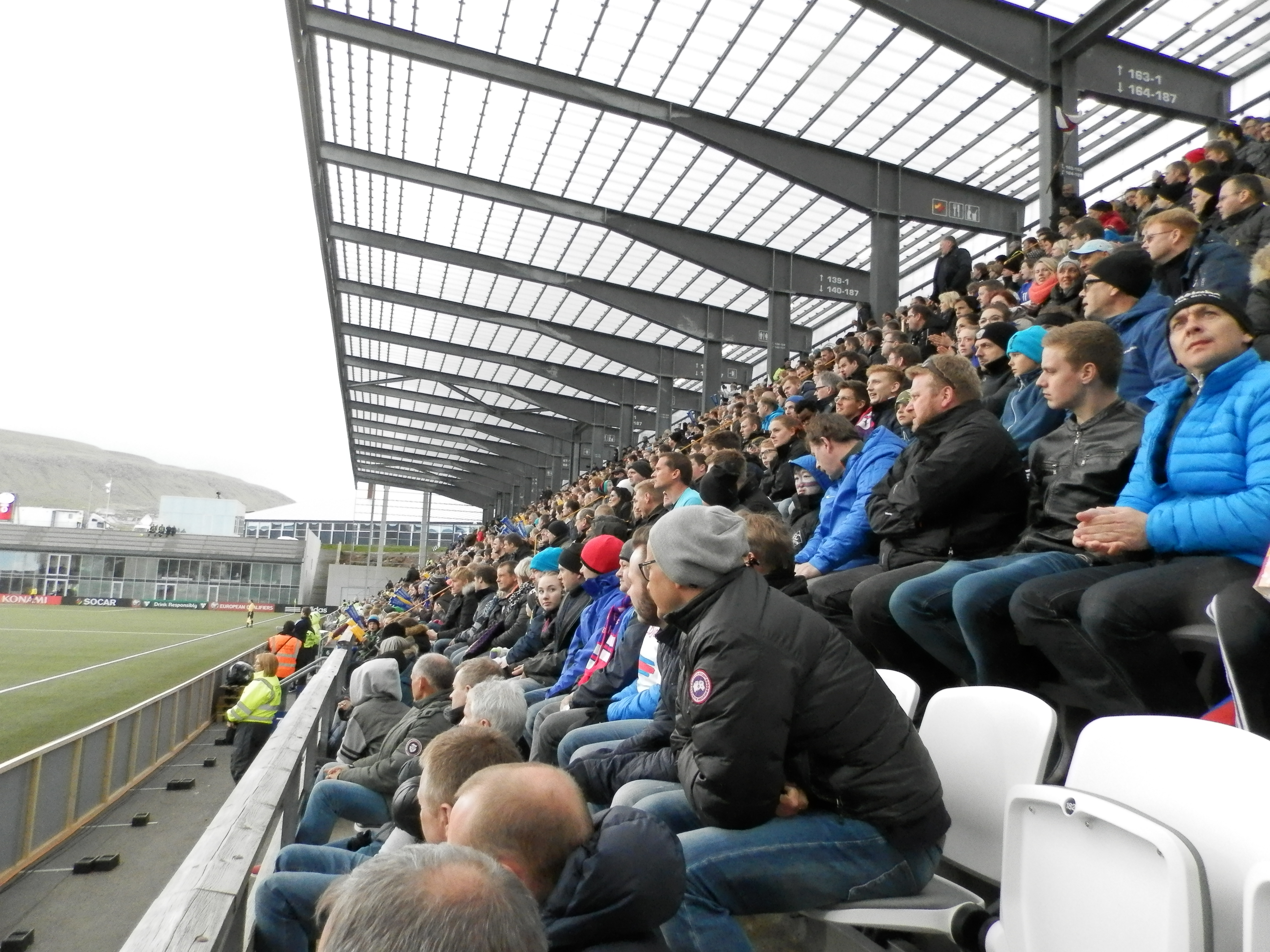
Tórsvøllur 2015
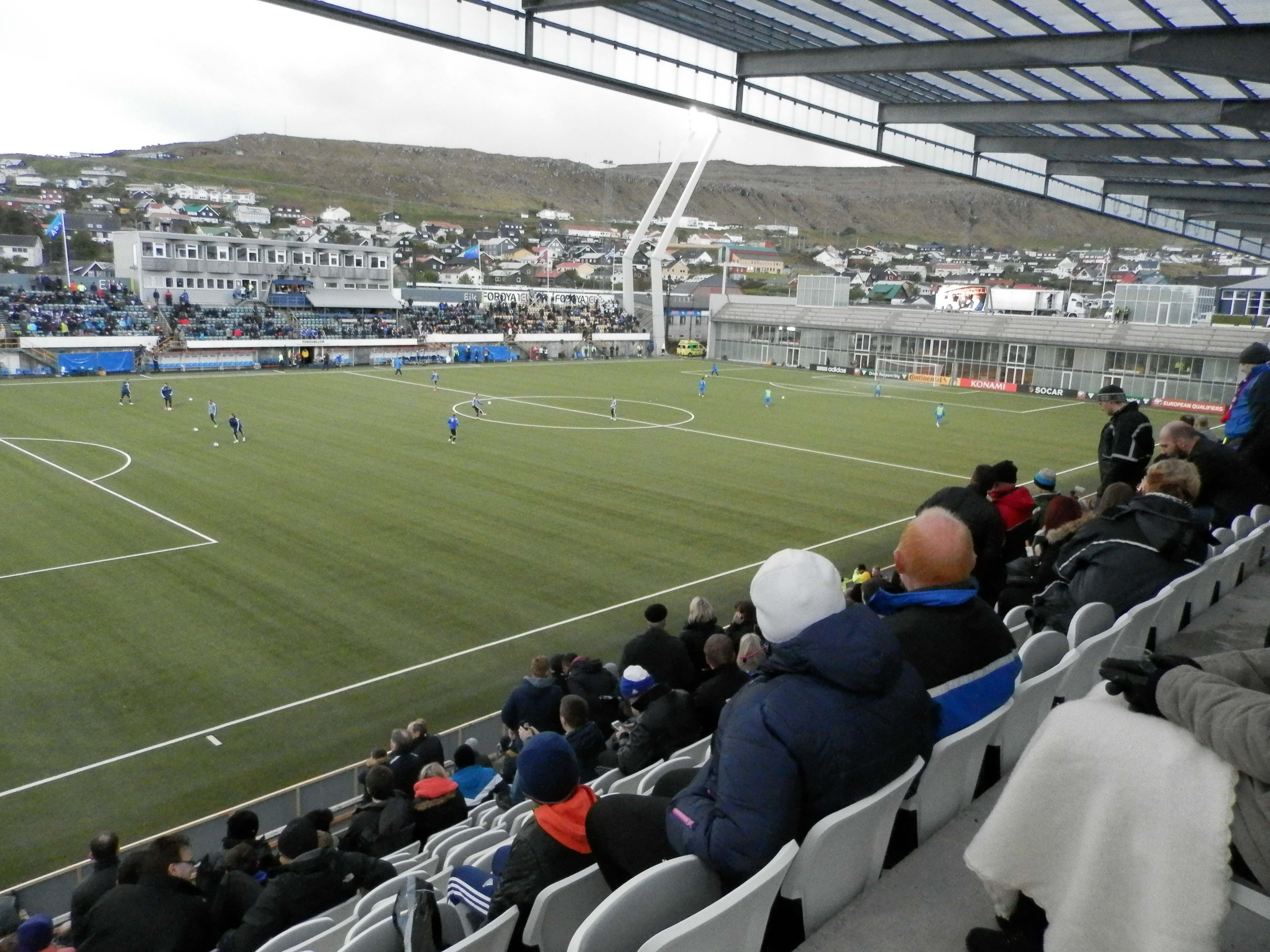
Tórsvøllur 2015
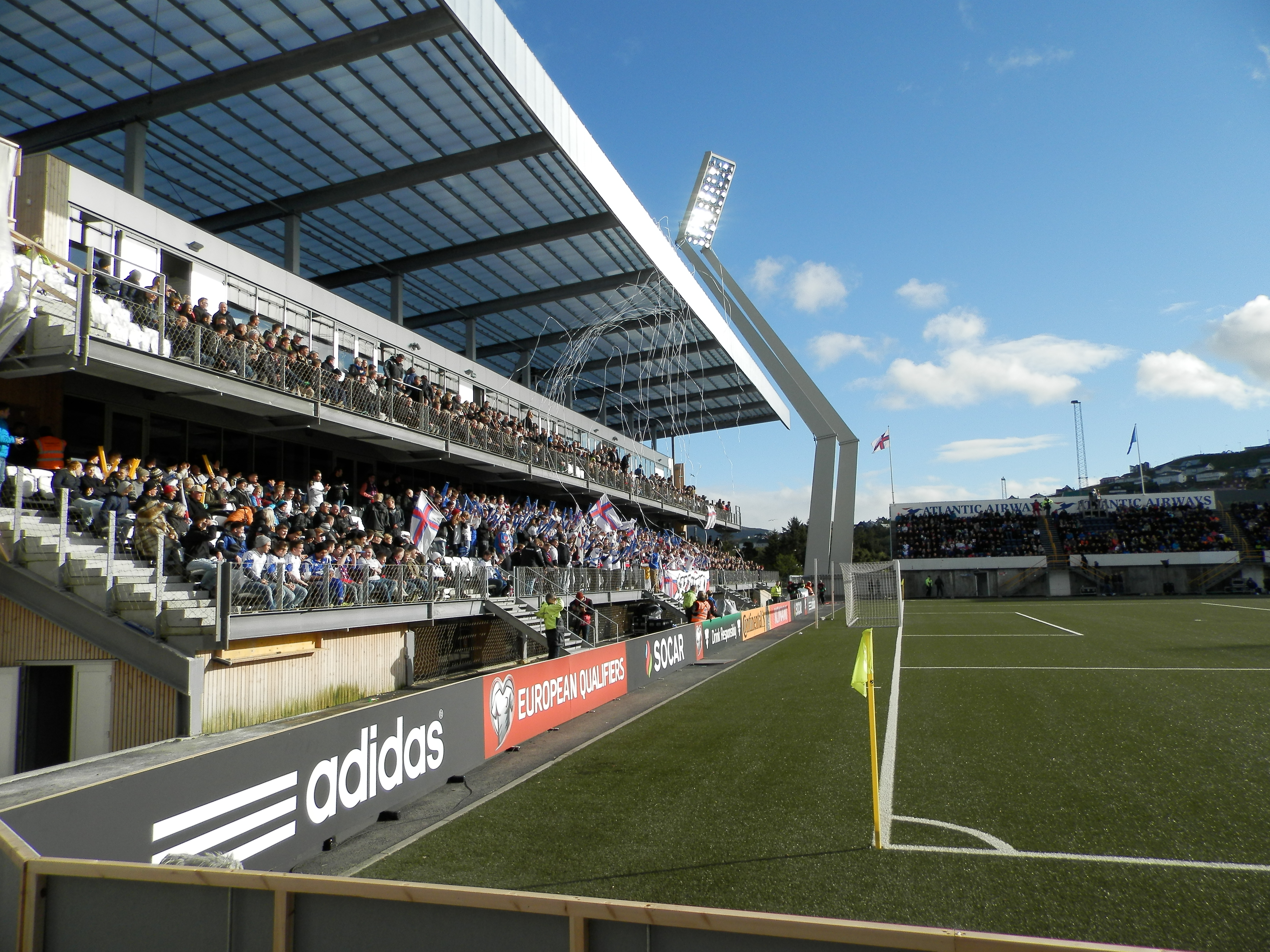
Tórsvøllur 2015

### Fotnoter
1. ↑  ”Tórsvøllur”. football-lineups.com. http://www.football-lineups.com/stadium/392/. (engelska)
2. ↑  ”Tórsvøllur, Tórshavn”. worldfootball.net. http://www.football-lineups.com/stadium/392/. (engelska)